# Clelia Sedda
Clelia Sedda (Nuoro, 27 gennaio 1963) è un'attrice, drammaturga e regista teatrale italiana.

## Biografia
Figlia del pittore e scultore sardo Tanino Sedda (Nuoro, 1937- Venezia, 2000), si laurea in discipline della musica con una tesi sulla musica composta per il cinema muto e consegue il dottorato in Studi Teatrali e Cinematografici sulle origini del cinema scientifico.
Dal 1995 al 2006 ha collaborato con l’Università di Urbino, dove dal 2003 al 2006 ottiene un assegno di ricerca. Nel 2012 ha fatto parte del consiglio di amministrazione della Cineteca di Bologna.
Dal 2014 è la direttrice artistica dell'ErrorDay, giornata mondiale dell'errore.

### Gli esordi in teatro e nel cinema
Nel 1987 inizia la collaborazione con Alessandro Fullin col quale scrive e interpreta numerosi spettacoli teatrali. Nel 1989 scrive e interpreta, con Luca Marconi, il Concerto per 2 fon e voce, per la Biennale Giovani Bologna. Scrive la Posta del fegato di Donna Clelia e con Stefano Casagrande presenta le sette edizioni di The Italian Miss Alternative. Interpreta "Il sogno di una cosa" nell'atto unico Le religioni del mio tempo. Un affetto e una vita, (1990) e "Uvetta" in Le religioni del mio tempo. I silenzi e la vita (1991), per la regia di Andrea Adriatico.
Dal 1992 interpreta Donna Clelia negli spettacoli Onirica Ironica, Gorgoglio e pregiudizio; Seduzione e sedazione; Datemi un Martello; La Donna è nobile, il maschio è labile; Il meglio di Riso Rosa e Saremo Somare con Alessandra Berardi, Emanuela Grimalda e Lorenza Franzoni e con quest’ultima: Scienza e pazienza (2013).
Nel 1994 conosce Pupi Avati per cui recita nel ruolo di Zia Maria in Dichiarazioni d'amore. Nel 1996 recita per l’artista Eva Marisaldi in Connie è un nome da biro, nel 1997 in Consigli per gli acquisti di Sandro Baldoni.

### Gli anni 2000
Nel 2000 è la protagonista del corto di Francesco Amato Quanto ti voglio e interpreta Donna Clelia a Carta di Riso su Radio Rai2 con Valerio Peretti Cucchi e Fabrizia Boiardi. Dall’ottobre al novembre del 2002 Alda d’Eusanio porta Donna Clelia in Al posto tuo su Rai 2.
Nel 2005 scrive e cura la regia di P.A.U.R.E. (Potrei Avere Una Reazione Estrema).
Nel 2006 realizza i dodici cortometraggi La corta Illusione e fonda il gruppo rock le Suor Treck, suore nello spazio alla ricerca di una traccia dell’esistenza di Dio, con Silvia Buzzoni, Elisabetta Gagliardi, sostituita poi da Giulia Fabbri.
Nel 2011 recita nel ruolo della zia ne Il cuore grande delle ragazze di Pupi Avati.

### Error day
A partire dal 2014 è direttrice artistica e conduttrice dell’ErrorDay, giornata mondiale dell’errore, evento annuale e “spettacolo comico molto serio” dedicato al ruolo epistemologico dell’errore nella scienza e nell’arte, in collaborazione con Roberta Giallo, Gianumberto Accinelli, Annagiulia Gramenzi e Alberto Piancastelli. Sul tema dell'errore ha tenuto numerose lezioni e partecipato a seminari e conferenze.

## Filmografia

### Attrice
- Dichiarazioni d'amore, regia di Pupi Avati (1994)
- Consigli per gli acquisti, regia di Sandro Baldoni (1997)
- Quanto ti voglio, regia di Francesco Amato - cortometraggio (2000)
- Il cuore grande delle ragazze, regia di Pupi Avati (2011)

### Regia cortometraggi
- La corta illusione, con Leonardo Settimelli (2005)
- T-erra un mondo perfetto, con Maria Teresa Scorzoni
- Il terrapiattista, con Robert Sidoli e Giovanni Cacioppo (2019)
- Dalle bufale alle sirene (2019)

### Documentari scientifici
- Francesco, convivio sulla sclerosi multipla (2016)[12]
- La clinica neurologica di Genova (2016)[13]
- Cose da pazzi e cerusici dei nervi - Appunti per una Storia delle Neuroscienze in Campania (2017)[14]

## Teatro
- Le religioni del mio tempo. Un affetto e una vita, di Andrea Adriatico (1990)
- Le religioni del mio tempo. I silenzi e la vita, di Andrea Adriatico (1991)
- Il Grande scherno, storie di cinema che non immagini di Clelia Sedda e Alessandro Fullin (1998)
- Varie-età di Clelia Sedda e Alessandro Fullin (2000)
- Gengis Kahn ovvero il problema del tartaro, di Clelia Sedda e Alessandro Fullin (2005)
- P.A.U.R.E. (Potrei Avere Una Reazione Estrema) (2005)
- Gorgoglio e pregiudizio, con Lorenza Franzoni e Alessandra Berardi (2008)
- W come Wunderkammerett Il nostro museo sbagliato, di Clelia Sedda e Lorenza Franzoni (2013)
- Il re è fuso, la festa delle parole sbagliate - Errare in Accademia, di Clelia Sedda (2014)[15]
- Fino all’ultimo respiro - Scienza dell’inganno e l’inganno della scienza, di Clelia Sedda (2015)[16]
- Game Over the rainbow - Potere ed errore, di Clelia Sedda (2016)[17][18][19]
- L'amore è una meravoglia, di Clelia Sedda (2017)
- Solo i vasi comunicano - Comunicazione ed errore, di Clelia Sedda (2018)[20]
- Abbagli e sbagli che illuminano - Educazione ed errore, di Clelia Sedda (2019)[21]
- Beata ignoranza, di Clelia Sedda (2019)[22][23]

## Televisione
- Al posto tuo, nel ruolo di Donna Clelia, Rai 2 (2002)
- Tg Error, con Robert Sidoli, TRC (2016)[24]

## Radio
- Carta di riso, di Valerio Peretti Cucchi, Radio Rai2
- Giornata ProGrammatica 2016 (all'interno de La Lingua Batte), Radio Rai3[25][26]

## Progetti musicali
- Sognando Cracovia con Immanuel Casto
- Suor trek, con Silvia Buzzoni, Elisabetta Gagliardi, sostituita poi da Giulia Fabbri
- Quando ho fame, con Alessandra Berardi
- Biosong, con Alberto Piancastelli

## Festival e spettacoli
- Festival Internazionale della risata di Locarno, Teatro di Locarno
- The Italian Miss Alternative, con Stefano Casagrande, Cassero di Bologna
- Il Festival Internazionale della comicità, di S. Omero
- Tracce sul confine, Aula Magna S. Lucia, Bologna